# Falun (comuna)
Falun (em sueco: Falu kommun) é uma comuna da Suécia localizada no condado de Dalecárlia. Sua capital é a cidade de Falun. Possui 2 040 quilômetros quadrados e segundo censo de 2018, havia 58 923 habitantes.